# Neuausgabe
Der Begriff Neuausgabe bezeichnet im Verlagswesen die neue Herausgabe eines schon früher publizierten Druckwerks.
Während die neue Auflage bzw. Neuauflage eines Buches nach Inhalt und Ausstattung unter unveränderten Vorzeichen im gleichen Verlag erfolgt, kann eine Neuausgabe zuweilen erheblich von früheren Versionen eines Titels abweichen und wird in der Regel durch eine neue Internationale Standardbuchnummer (ISBN) gekennzeichnet.
Die erstmalige Übersetzung eines Buches in eine andere Sprache wird nicht als Neuausgabe, sondern als in sich eigenes Werk angesehen, das wiederum Neuausgaben erfahren kann.

## Mögliche Merkmale von Neuausgaben
Für die Bezeichnung als Neuausgabe reicht bereits eines der nachfolgend aufgelisteten Merkmale:
- Überarbeitungen (Korrekturen, Übertragung des Textes in die neue Rechtschreibung etc.)
- Ergänzungen (Aktualisierungen, Illustrationen etc.)
- Kürzungen (z. B. für Kinder- oder Schulbuchausgaben)
- Veränderte Ausstattung (als Hardcover- oder Taschenbuchausgabe, Umschlaggestaltung, anderes Papier etc.)
- Ausgabe in einem anderen Verlag